# Comisión Federal para la Protección contra Riesgos Sanitarios
La Comisión Federal para la Protección contra Riesgos Sanitarios (Cofepris, por su acrónimo)es una dependencia federal (un órgano desconcentrado) del gobierno de México y su Secretaría de Salud.
La Cofepris es un órgano desconcentrado con autonomía administrativa, técnica y operativa, de conformidad con las disposiciones del Artículo 17 Bis de la Ley General de Salud y el Artículo 4.° de la Constitución, y se encuentra al frente de ésta un comisionado federal nombrado por el presidente de México, a propuesta del Secretario de Salud, la cual supervisa su funcionamiento.
La Comisión Federal para la Protección contra Riesgos Sanitarios  es parte de la membresía de la Conferencia Interamericana de Seguridad Social, organismo internacional técnico y especializado, que tiene el objetivo de fomentar el desarrollo de la protección y seguridad social en América. 

## Historia

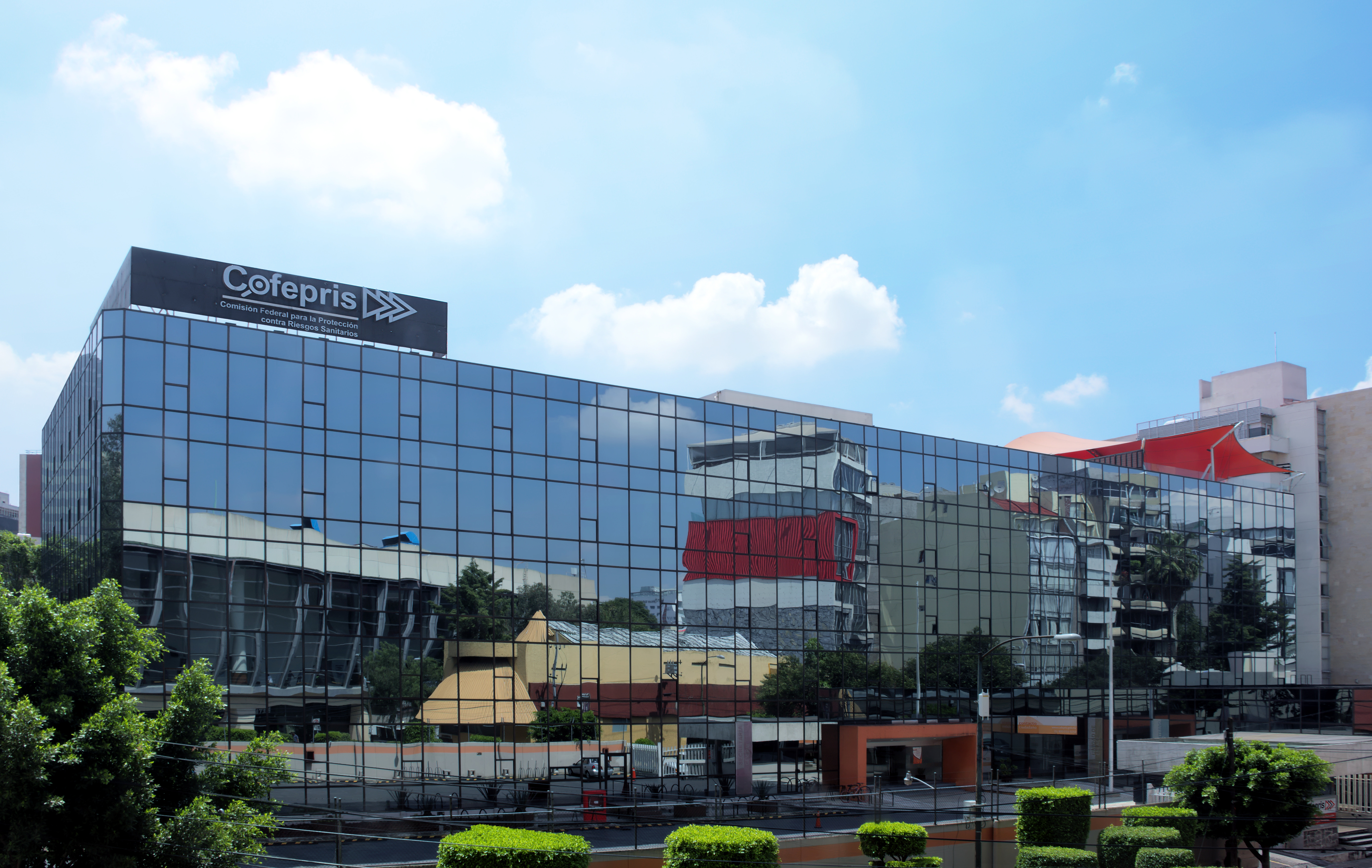
Oficinas principales de la Cofepris, en la Ciudad de México.

El 5 de julio del 2001, se publicó, en el Diario Oficial de la Federación, el Decreto de Creación de la Comisión Federal para la Protección contra Riesgos Sanitarios (Cofepris), que estableció la organización y funcionamiento de un órgano administrativo desconcentrado de la Secretaría de Salud, con autonomía técnica, administrativa y operativa, responsable del ejercicio de las atribuciones en materia de regulación, control y fomento sanitarios, en los términos de la Ley General de Salud.
La Cofepris es el organismo rector en materia de regulación sanitaria del Gobierno de la República. Se trata de una labor estratégica, ya que verifica la actividad de las 15 principales industrias del país, así como productos y establecimientos con un valor económico equivalente a casi el 10% del PIB, desde laboratorios farmacéuticos, playas, restaurantes y rastros, hasta supermercados y farmacias, actividades en las que participan diariamente 2,500 verificadores, en estrecha coordinación con el Sistema Federal Sanitario.
La Comisión Federal regula 44 centavos de cada peso que gastan los hogares en México, a través de tres sectores: alimentos, bebidas y tabaco; artículos para el cuidado de la salud; así como artículos para el cuidado personal. Su labor ha merecido el reconocimiento de instancias internacionales, como la Organización Mundial de la Salud (OMS) y de la Organización Panamericana de la Salud (OPS).

## Creación
En sus primeros años, COFEPRIS enfrentó desafíos debido a que las estructuras programáticas y funcionales eran las mismas que las de la Subsecretaría de Regulación y Fomento Sanitario. Sin embargo, con el tiempo, la Comisión se consolidó a través de diversas reformas legislativas. El 30 de junio del 2003, se introdujeron modificaciones a la Ley General de Salud que fortalecieron el carácter rector de esta Comisión. Las reformas incluyeron las siguientes adiciones que detallaron las competencias y la autonomía de COFEPRIS:
Se adicionó el Artículo 17bis, mediante el cual la Secretaría de Salud señala que ejercerá, a través de la Cofepris, el control y vigilancia de los establecimientos a los que se refiere el Artículo 3° fracciones I, en lo relativo al control y vigilancia de los establecimientos de salud a los que se refieren los artículos 34 y 35 de esta Ley, XIII, XIV, XXII, XXIII, XXIV, XXV, XXVI, y XXVII, salvo por lo que se refiere a cadáveres que le confiere la Ley General de Salud; y describe las atribuciones que son competencia del órgano desconcentrado.
Se adicionó el Artículo 17bis 1,  el órgano desconcentrado contará con autonomía administrativa, técnica y operativa; y se describe cómo estará constituido su presupuesto.
También se incluyó el
Artículo 17 bis 2, mediante el cual se señala cómo se realizará la designación del titular del órgano desconcentrado.
Además, se reformaron los Artículos 313 y 340, por los cuales la Secretaría de Salud asigna a COFEPRIS la responsabilidad del control sanitario de las donaciones y trasplantes de órganos, tejidos y células de seres humanos, así como de la disposición de sangre.
El 13 de abril del 2004, con base en estas reformas a la Ley General de Salud, se publicó en el Diario Oficial de la Federación el Reglamento de la Comisión Federal, que derogó el Decreto de su creación y consolidó las competencias del órgano desconcentrado, como se muestra en el recuadro.

## Distribución de facultades
La reforma jurídica que condujo a la creación de la COFEPRIS estableció como una premisa fundamental que el diseño de la política de protección contra riesgos sanitarios es competencia exclusiva del Gobierno Federal. Sin embargo, dadas las diferentes dimensiones y niveles de desarrollo del país, así como de la problemática particular en materia de riesgos sanitarios, se consideró necesario distribuir el ejercicio de algunas atribuciones hacia los gobiernos estatales. Lo anterior, de acuerdo con las capacidades y recursos de cada entidad, mediante la suscripción de Acuerdos Específicos de Coordinación para el Ejercicio de Facultades en materia de Control y Fomento Sanitario, respetando las competencias de los diferentes órdenes de gobierno.
Este proceso de revisión continua permite una distribución equilibrada de responsabilidades, facilitando la toma de decisiones y la asignación eficiente de recursos para una protección sanitaria más efectiva. La firma de estos Acuerdos implica el compromiso y responsabilidad de los estados, al ampliar sus competencias en cuanto a vigilancia, autorizaciones, información, análisis de riesgo estatal o atención de emergencias sanitarias. Esto fortalece la capacidad de respuesta oportuna y eficaz contra riesgos sanitarios.

## Coordinación intergubernamental
La colaboración con los diferentes niveles y órganos de gobierno constituye uno de los principales instrumentos para garantizar el derecho a la protección de la salud en todo el territorio nacional. Esta cooperación se base en la suma de esfuerzos, compromisos y responsabilidades compartidas entre las 32 entidades federativas y la Secretaría de Salud, a través de la COFEPRIS.

## Atribuciones
Conforme a la Ley General de Salud, la Secretaría de Salud ejerce las atribuciones de regulación, control y fomento sanitario, a través de la Cofepris, en lo relativo al control y vigilancia de los establecimientos de salud; la prevención y el control de los efectos nocivos de los factores ambientales en la salud; el control sanitario de productos y servicios, de su importación, exportación y de los establecimientos dedicados al proceso de los productos; el control sanitario del proceso, uso, mantenimiento, importación, exportación y disposición final de equipos médicos, prótesis, ortesis, ayudas funcionales, agentes de diagnóstico, insumos de uso odontológico, materiales quirúrgicos, de curación y productos higiénicos, y de los establecimientos dedicados al proceso de los productos; el control sanitario de la publicidad de las actividades, productos y servicios; así como el control sanitario de la disposición de órganos, tejidos y sus componentes.

## Misión
Proteger a la población contra riesgos a la salud provocados por el uso y consumo de bienes y servicios, insumos para la salud, así como por la exposición a factores ambientales y laborales, emergencias sanitarias y la prestación de servicios de salud mediante la regulación, control y prevención de riesgos sanitarios. 

## Visión
México tendrá una autoridad nacional para la protección contra riesgos sanitarios confiable y eficaz, destacada por su capacidad técnica, operativa y regulatoria, y comprometida con el desarrollo humano y profesional de su personal. COFEPRIS establecerá e implementará políticas, programas y proyectos a nivel de las mejores prácticas internacionales, en coordinación efectiva con los diferentes actores del ámbito público, privado y social, para prevenir y atender los riesgos sanitarios, contribuyendo así a la salud de la población.

## Productos regulados
La Cofepris tiene a su cargo la regulación y fomento sanitario de la producción, comercialización, importación, exportación, publicidad o exposición involuntaria de: 
- Medicamentos
- Tecnologías para la salud:  Aparatos y dispositivos médicos, sangre, hemoderivados, trasplante de órganos y servicios a la salud

- Sustancias tóxicas peligrosas: Plaguicidas, fertilizantes, precursores químicos y químicos esenciales
- Productos y servicios: Alimentos, bebidas, tabaco, perfumería, belleza y biotecnológicos
- Salud en el trabajo: Exposición laboral
- Saneamiento básico: Agua, mercados, residuos, rastros y emergencias sanitarias
- Riesgos derivados de factores ambientales: Agua, aire y suelo.

## Comunicación regulatoria
Con la ciudadanía
Cofepris atiende consultas ciudadanas, brinda orientación sobre trámites, recibe información sobre la operación de establecimientos y la venta de productos relacionados con la salud, y comunica las principales acciones de esta autoridad regulatoria a través de los siguientes espacios digitales:
Instagram: https://www.instagram.com/cofepris/
Facebook: https://www.facebook.com/COFEPRIS
X: https://twitter.com/COFEPRIS
Linkedin: https://www.linkedin.com/company/cofepris/mycompany/
YouTube: https://www.youtube.com/@COFEPRISOficial
Alertas sanitarias: https://www.gob.mx/cofepris/acciones-y-programas/alertas-sanitarias
Con el usuario regulado
Cofepris implementa programas como EDUCAPRiS e INNOVAPRiS, y organiza actividades de farmacovigilancia y sesiones técnicas de orientación a los usuarios regulados. También lleva a cabo encuentros nacionales e internacionales para mejorar la regulación y atención en salud.

## Programa 5/15
El Comisionado Federal, Julio Sánchez y Tépoz, anunció en marzo de 2016 el Programa 5 Principios y 15 Acciones estratégicas para la protección contra riesgos sanitarios. Este programa fomenta la ética, técnica, eficiencia, competitividad y visión global en cada una de las tareas de la Cofepris. Su objetivo es promover la transparencia y el acceso ciudadano a la información; garantizar la seguridad, calidad y eficacia de los productos; impulsar procesos ágiles de autorización, vigilancia y fomento sanitario basados en sistemas de calidad y mejora continua; promover el desarrollo económico a través de la desregulación sanitaria, la eliminación de barreras de entrada al mercado y la simplificación de trámites; además de fomentar las mejores prácticas internacionales.

## Digitalización
Cofepris se ha transformado en una agencia regulatoria moderna que optimiza sus procesos mediante el uso de herramientas tecnológicas. La inversión continúa en la reducción de trámites en papel, la eliminación de filas y la disminución de la necesidad de presencia física en oficinas han orientado a la agencia hacia la consolidación de su transformación digital.
Uno de los pilares de esta transformación es la plataforma DIGIPRiS, que facilita trámites y servicios de manera más ágil, siguiendo las mejores prácticas regulatorias. Esta herramienta, que ha procesado 270 mil trámites de manera completamente digital, no solo incrementa la eficiencia en la gestión, sino que también contribuye a la sustentabilidad, aspirando a convertirse en una institución completamente libre de papel. Además, refuerza la transparencia, la rendición de cuentas y la lucha contra la corrupción al garantizar la trazabilidad de cada trámite.
Antes de DIGIPRiS, cada trámite requería 40 minutos de atención; gracias a esta plataforma, se han ahorrado el equivalente a 180 mil horas o 20.5 años de trabajo continuo. Además, se han evitado más de 500 mil horas de traslados para los usuarios. Estos 270 mil trámites equivaldrían a una fila continua de 330 km de usuarios, es decir, una hilera desde la sede de Cofepris en la colonia Nápoles de la Ciudad de México, hasta la ciudad de León, Guanajuato. Finalmente, se calcula que los usuarios han ahorrado más de 500 mil horas de traslados.
Como parte del proceso de innovación, Cofepris lanzó recientemente una nueva versión de DIGIPRiS, la Plataforma Digital de Investigación y Ensayos Clínicos, dirigida a especialistas en investigación clínica en seres humanos. Esta plataforma permite realizar la solicitud de nuevos protocolos y modificaciones en los ya autorizados. También posibilita realizar trámites de ingreso, revisión del estatus y recepción de las resoluciones en un entorno digital sin intermediarios, de manera directa y ágil. Además, optimiza los tiempos de evaluación de las gestiones, de modo que todas estén a tiempo y sin rezagos.
En agosto de 2023, Cofepris implementó nuevos criterios de clasificación para trámites de Modificaciones a las Condiciones de Registro Sanitario (MCRS), dividiéndolos en categorías menores, moderadas y mayores. Estas modificaciones han permitido atender eficientemente 3,264 trámites, mediante la Ventanilla de Resolución Inmediata en el Centro Integral de Servicios (CIS), que gestiona cambios menores y moderados sin tiempos de espera.

## Sistema Integral de Sustancias (Sisus)
En colaboración con la Secretaría de Marina (Semar), Cofepris implementó el Sistema Integral de Sustancias (Sisus) para simplificar los trámites administrativos de personas y empresas que realizan actividades reguladas. Este sistema permite registrar cada actividad regulada en un máximo de 24 horas, manteniendo un control permanente y digital de la ubicación, cantidad y tipo de sustancias químicas, precursores químicos, productos químicos esenciales o máquinas.
Desde su implementación en mayo de 2023, Sisus ha gestionado 977 trámites de registro, fortaleciendo la eficiencia y transparencia en la gestión de sustancias reguladas.
Con estas acciones, Cofepris se consolida como una entidad dinámica y vanguardista, capaz de generar soluciones modernas y eficaces que permiten brindar una respuesta ágil, ética y transparente para acercar soluciones de salud innovadoras y de calidad a todos los rincones del país.

## Escuela Regional de Regulación Sanitaria
En el marco del Plan de Autosuficiencia Sanitaria para América Latina y el Caribe, COFEPRIS, en colaboración con la Unión Europea y la Organización Panamericana de la Salud (OPS), lanzó la Escuela Regional de Regulación Sanitaria (ERRS). Este proyecto busca promover la convergencia regulatoria en la región, uno de los objetivos clave del plan.
La Unión Europea se comprometió a aportar 1.5 millones de euros, administrados por la OPS, para fortalecer el sistema de medicamentos y vacunas y crear ERRS. El acuerdo fue firmado por Alejandro Svarch Pérez, titular de COFEPRIS; Jean-Pierre Bou, jefe adjunto de la Delegación de la Unión Europea en México; y Juan Manuel Sotelo, representante interino de la OPS México.
El proyecto de la ERRS forma parte de los esfuerzos de integración liderados por México junto con el Instituto Nacional de Vigilancia de Medicamentos y Alimentos de Colombia (Invima) y el Centro para el Control Estatal de Medicamentos, Equipos y Dispositivos Médicos (Cecmed) de Cuba. Este plan fortalecerá las capacidades regulatorias en la región de las Américas.
Inicialmente concebido como una Escuela Nacional para abordar la falta de espacios de profesionalización para personal técnico sanitario, el proyecto se amplió a nivel regional tras identificar necesidades similares en otros países. La Universidad de la Salud (Unisa) albergará la ERRS, proporcionando una base institucional y académica que se extenderá a otras universidades de la región, facilitando la validación de estudios en diversas naciones.
El proyecto, financiado por la Unión Europea y la OPS, tendrá una duración de cuatro años (2024-2028), con el 60% del presupuesto disponible en el primer año. Su objetivo principal es fortalecer los sistemas regulatorios de la región para promover la autosuficiencia sanitaria.

## Estructura central y estatal

### Comisión de Fomento Sanitario (CFS)
Formula, promueve y aplica las medidas no regulatorias que permitan proteger la salud de la población y la mejora continua de las condiciones sanitarias de los procesos, productos, servicios o actividades que puedan provocar un riesgo, a través de esquemas de coordinación y vinculación con los sectores público, privado y social, difusión, comunicación de riesgos y capacitación.

### Comisión de Control Analítico y Ampliación de Cobertura (CCAyAC)
Establece los lineamientos, criterios y procedimientos aplicables al control analítico. Presta  servicios de pruebas analíticas a las entidades federativas y a los establecimientos, productos y servicios sujetos a regulación sanitaria y se amplía la cobertura a través de la Red Nacional de Laboratorios Estatales de Salud Pública y de terceros autorizados. asas

### Comisión de Autorización Sanitaria (CAS)
Expide documentos oficiales para la importación y exportación de insumos para la salud,  alimentos, entre otros, así como para la internación y salida de células, tejidos y sangre. También emite permisos de publicidad, licencias a establecimientos, registros a productos y certificados de condición sanitaria para medicamentos, productos biológicos para uso humano, dispositivos médicos, biotecnológicos, servicios de salud, alimentos, tabaco, plaguicidas, nutrientes vegetales y precursores químicos.

### Comisión de Operación Sanitaria (COS)
Verifica el cumplimiento de las políticas, normas y procedimientos para la operación de los establecimientos, productos y servicios sujetos a la regulación sanitaria, a través de visitas de evaluación, verificación y supervisión sanitaria, donde se emiten los dictámenes correspondientes para evaluar, en su caso el procedimiento que corresponde por incumplimiento de las disposiciones de la Ley.

### Comisión de Evidencia y Manejo de Riesgos (CEMAR)
Identifica y evalúa los riesgos a la salud. Se encarga de revisar los elementos que demuestren la  existencia de riesgo, procede a analizarlos y verifica los efectos nocivos para determinar la prioridad, su costo y el alcance del riesgo. Propone alternativas para el manejo del riesgo y emite las medidas de prevención y de control regulatorio y no regulatorio.

### Coordinación General de Sistema Federal Sanitario (CGSFS)
Se encarga de coordinar la protección contra riesgos sanitarios con las entidades federativas. Integra y sistematiza los objetivos, metas, estrategias, prioridades e indicadores del sistema federal sanitario. Diseña los indicadores que permiten evaluar el desempeño y resultados de los niveles de prevención de riesgos sanitarios alcanzados con la instrumentación de acciones realizadas en coordinación con los gobiernos de los estados.

### Coordinación General Jurídica Consultiva (CGJC)
Atiende, dirige, coordina y supervisa los asuntos jurídicos de la Cofepris. Elabora y revisa anteproyectos de iniciativa de leyes, reglamentos, decretos, acuerdos, órdenes y en general de todas las disposiciones administrativas de los asuntos de competencia de la Comisión. Coordina la aprobación y publicación de las normas oficiales mexicanas de los ámbitos de competencia de la Cofepris.

### Centro Integral de Servicios (CIS)
Constituye un sistema integral de servicios al público para una atención inmediata con  transparencia, eficacia y prontitud en los trámites que se ingresen a través de sus ventanillas. Ofrece servicios de atención telefónica personalizada, recepción de sus documentos, entrega de resoluciones y su seguimiento, orientación e informes, canalización de citas técnicas y atención de trámites foráneos y capacitación.

### Secretaría General (SG)
Establece políticas, normas, sistemas y procedimientos para la programación, presupuesto y administración integral de los recursos humanos, materiales y financieros de los que dispone la Cofepris.

### Órgano Interno de Control en la Cofepris (OIC)
Da un enfoque preventivo para dar un servicio honesto y eficaz a la población.

## Comisiones estatales
| Comisionados Federales         | Periodo     |
| Ernesto Enríquez Rubio         | 2002 - 2006 |
| Juan Antonio García Villa      | 2006 - 2008 |
| Miguel Ángel Toscano Velasco   | 2008 - 2011 |
| Mikel Andoni Arriola Peñalosa  | 2011 - 2016 |
| Julio Salvador Sánchez y Tépoz | 2016 - 2018 |
| José Alonso Novelo Baeza       | 2018 - 2021 |
| Alejandro Svarch Pérez         | 2021-2024   |
| Armida Zúñiga Estrada          | 2024-Actual |

| Estado              | Comisión Estatal                                                                     |
| ------------------- | ------------------------------------------------------------------------------------ |
| Aguascalientes      | Dirección de Regulación Sanitaria de Aguascalientes                                  |
| Baja California     | Comisión Estatal de Protección contra Riesgos Sanitarios en Baja California          |
| Baja California Sur | Comisión Estatal para la Protección contra Riesgos Sanitarios de Baja California Sur |
| Campeche            | Comisión para la Protección contra Riesgos Sanitarios de Campeche                    |
| Chiapas             | Dirección de Protección contra Riesgos Sanitarios de Chiapas                         |
| Chihuahua           | Comisión Estatal para la Protección contra Riesgos Sanitarios de Chihuahua           |
| Ciudad de México    | Agencia de Protección Sanitaria del Gobierno de la Ciudad de México                  |
| Coahuila            | Subsecretaría de Regulación y Fomento Sanitario de Coahuila                          |
| Colima              | Comisión Estatal para la Protección contra Riesgos Sanitarios de Colima              |
| Durango             | Comisión para la Protección contra Riesgos Sanitarios de Durango                     |
| Guanajuato          | Dirección General de Protección contra Riesgos Sanitarios de Guanajuato              |
| Guerrero            | Comisión para la Protección contra Riesgos Sanitarios de Guerrero                    |
| Hidalgo             | Comisión para la Protección contra Riesgos Sanitarios de Hidalgo                     |
| Jalisco             | Comisión para la Protección contra Riesgos Sanitarios de Jalisco                     |
| México              | Coordinación de Regulación Sanitaria del Estado de México                            |
| Michoacán           | Comisión Estatal para la Protección contra Riesgos Sanitarios Michoacán              |
| Morelos             | Comisión para la Protección contra Riesgos Sanitarios de Morelos                     |
| Nayarit             | Comisión Estatal para la Protección contra Riesgos Sanitarios de Nayarit             |
| Nuevo León          | Subsecretaría de Regulación y Fomento Sanitario de Nuevo León                        |
| Oaxaca              | Dirección de Regulación y Fomento Sanitario de Oaxaca                                |
| Puebla              | Dirección de Protección contra Riesgos Sanitarios de Puebla                          |
| Querétaro           | Dirección de Protección contra Riesgos Sanitarios de Querétaro                       |
| Quintana Roo        | Dirección de Protección contra Riesgos Sanitarios de Quintana Roo                    |
| San Luis Potosí     | Comisión Estatal para la Protección contra Riesgos Sanitarios de San Luis Potosí     |
| Sinaloa             | Comisión Estatal de Protección contra Riesgos Sanitarios de Sinaloa                  |
| Sonora              | Comisión Estatal de Protección contra Riesgos Sanitarios de Sonora                   |
| Tabasco             | Dirección de Protección contra Riesgos Sanitarios de Tabasco                         |
| Tamaulipas          | Comisión Estatal para la Protección contra Riesgos Sanitarios de Tamaulipas          |
| Tlaxcala            | Comisión Estatal para la Protección contra Riesgos Sanitarios de Tlaxcala            |
| Veracruz            | Dirección de Protección contra Riesgos Sanitarios de Veracruz                        |
| Yucatán             | Dirección de Protección contra Riesgos Sanitarios de Yucatán                         |
| Zacatecas           | Dirección de Protección contra Riesgos Sanitarios de Zacatecas                       |